# Zura Karuhimbi
Zura Karuhimbi (ur. około 1925 w Musamo, zm. 17 grudnia 2018 tamże) – rwandyjska zielarka, ukrywająca w czasie ludobójstwa w Rwandzie ponad sto osób, których życie było zagrożone. W 2006 została za swoje zasługi uhonorowana przez prezydenta Rwandy Paula Kagame Medalem Kampanii Przeciwko Ludobójstwu, a w 2009 stelą w  Ogrodzie Sprawiedliwych w Padwie.

## Młodość
Dokładna data narodzin Zury Karuhimbi nie jest znana – według oficjalnych dokumentów jest to rok 1925, jednak zdaniem samej Karuhimbi oraz osób z jej miejscowości jest starsza o nawet 14 lat. Urodzona w rodzinie tradycyjnych zielarzy z plemienia Hutu, we wsi Musamo w obwodzie Ruhango, w dzieciństwie była świadkiem, jak jej matka ukrywała ludzi po obaleniu króla Yuhi Musingi. Sama poszła w ślady rodziców i została zielarką, zyskując sławę jako posiadająca magiczne zdolności. Pierwszy raz krwawe zajścia pomiędzy faworyzowanymi przez władców kolonialnych Tutsi a dyskryminowaną większością Hutu widziała w trakcie rewolucji w Rwandzie w 1959 roku. Według relacji Karuhimbi uratowała ona wtedy młodego chłopca Tutsi, wplatając mu we włosy paciorki ze swojego naszyjnika, co spowodowało, że został uznany za dziewczynkę i oszczędzony przez milicję, która mordowała tylko mężczyzn. Jak twierdzi zielarka, chłopcem tym był Paul Kagame, założyciel Rwandyjskiego Frontu Patriotycznego i przyszły prezydent Rwandy.

## Czasy ludobójstwa
W czasie ludobójstwa w Rwandzie w 1994 roku Karuhimbi była już wdową. Ukrywała głównie Tutsich, choć również Burundyjczyków oraz trzech Europejczyków w swoim dwupokojowym domu oraz ziemiance wykopanej na jej polu. W sumie uratowała między 100 a 150 osób, w tym niemowlęta, które wyjęła z rąk martwych matek.
Mimo że milicje Hutu były świadome, że chroni ona w swoim domu szukane przez nich osoby, Karuhimbi skutecznie wykorzystywała przesądy, aby zniechęcić ich do wejścia i przeszukania budynku. Karuhimbi pielęgnowała swój wizerunek czarownicy i straszyła napastników, że jeśli wejdą do świątyni (jej domu), narażą się Bogu i znajdującym się tam duchom. Nacierała również siebie i swój dom drażniącymi ziołami, wywołując dotykiem ból i przerażenie wśród napastników. Robiła też złowieszczy hałas trzęsąc swoimi bransoletami, naczyniami kuchennymi oraz ostrzegała Hutu, że zamordowanie kogokolwiek w jej domu jest równoważne z wykopaniem sobie samemu grobu. Mimo podjętych przez milicję prób przekupstwa wszyscy chroniący się w domu Karuhimbi przeżyli ludobójstwo. Ona sama
straciła jednak pierworodnego syna i córkę.

## Późniejsze życie
Po ludobójstwie Karuhimbi przyznała, że jest chrześcijanką, a wizerunek wiedźmy wykorzystywała jedynie w celu ochrony przebywających u niej ludzi. W 2006 została za swoje zasługi uhonorowana przez prezydenta Rwandy, Paula Kagame, Medalem Kampanii Przeciwko Ludobójstwu, który od tego momentu nosiła zawsze na sobie, a we śnie trzymała pod poduszką. W 2009 roku wzięła udział w uroczystości odsłonięcia steli w Ogrodzie Sprawiedliwych w Padwie, która upamiętnia jej osobę. Do końca życia mieszkała w tym samym domu, w którym przeżyła ludobójstwo, korzystając z opieki dzieci swojego rodzeństwa. Zmarła 17 grudnia 2018.